# Krigsfilm
Krigsfilm är en filmgenre som lägger sitt fokus på krig och krigföring. Detta betyder inte att den måste ha scener direkt tagna från striderna, den kan fokusera sig på militärlivet i allmänhet, i till exempel fångläger, träningsläger, personer som återvänder från det militära eller liknande.

## Kända krigsfilmer

### Skotska frihetskrigen
- Braveheart (1995)

### Amerikanska frihetskriget
- Patrioten (2000)

### Amerikanska inbördeskriget
- Ärans män (1989)
- Åter till Cold Mountain (2003)
- Lincoln (2012)

### Första världskriget
- På västfronten intet nytt (1930)
- Ärans väg (1957)
- Lawrence av Arabien (1962)
- War Horse (2011)
- Wonder Woman (2017)
- 1917 (2019)

### Andra världskriget
- Casablanca (1942)
- Härifrån till evigheten (1953)
- Okänd soldat (1955)
- Bron över floden Kwai (1957)
- Kanonerna på Navarone (1961)
- Den längsta dagen (1962)
- Den stora flykten (1963)
- Hjältarna från Telemarken (1965)
- 12 fördömda män (1967)
- Örnnästet (1968)
- Slaget om England (1969)
- Kellys hjältar (1970)
- Patton – Pansargeneralen (1970)
- Tora! Tora! Tora! (1970)
- En bro för mycket (1977)
- Järnkorset (1977)
- Styrka 10 från Navarone (1978)
- Ubåten (1981)
- Okänd soldat (1985)
- Solens rike (1987)
- Schindler's List (1993)
- Stalingrad (1993)
- Den engelske patienten (1996)
- Den tunna röda linjen (1998)
- Rädda menige Ryan (1998)
- U-571 (2000)
- Enemy at the Gates (2001)
- Pearl Harbor (2001)
- The Pianist (2002)
- Windtalkers (2002)
- Undergången (2004)
- Framom främsta linjen (2004)
- Flags of Our Fathers (2006)
- Letters from Iwo Jima (2006)
- Valkyria (2008)
- Flamman och Citronen (2008)
- Motstånd (2008)
- Inglourious Basterds (2009)
- Captain America: The First Avenger (2011)
- Fury (2014)
- The Imitation Game (2014)
- Unbroken (2014)
- Hacksaw Ridge (2016)
- Kungens val (2016)
- Dunkirk (2017)
- Okänd soldat (2017)

### Koreakriget
- M*A*S*H (1970)
- Brotherhood of War (2004)

### Vietnamkriget
- De gröna baskrarna (1968)
- Deer Hunter (1978)
- Hemkomsten (1978)
- Apocalypse (1979)
- Plutonen (1986)
- Full Metal Jacket (1987)
- Född den fjärde juli (1989)
- We Were Soldiers (2002)
- Rescue Dawn (2006)

### Kuwaitkriget
- Three Kings (1999)
- Jarhead (2005)

### Inbördeskriget i Somalia
- Black Hawk Down (2001)

### Afghanistankriget
- Dear John (2010)
- Lone Survivor (2013)

### Irakkriget
- The Hurt Locker (2008)
- Green Zone (2010)
- American Sniper (2014)